# Pseudhesperosuchus jachaleri
Pseudhesperosuchus jachaleri è un rettile estinto, appartenente ai crocodilomorfi. Visse nel Triassico superiore (Retico, circa 200 milioni di anni fa) e i suoi resti fossili sono stati ritrovati in Sudamerica.

## Descrizione
Questo animale era di corporatura snella, con un corpo sorretto da lunghe e sottili zampe posteriori. Le zampe anteriori erano molto più corte. Il cranio era di forma appuntita, dotato di grandi orbite e di due curiose creste postorbitali piatte e arrotondate. Anche la flangia posteriore dell'osso squamoso era ingrandita. Le narici erano piccole e poste molto in avanti. Rispetto alla maggior parte degli animali simili, Pseudhesperosuchus aveva dimensioni maggiori, e poteva raggiungere e superare i due metri di lunghezza. 

## Classificazione
Questo animale è stato descritto per la prima volta nel 1969 da José Bonaparte, che studiò alcuni fossili rinvenuti nella formazione Los Colorados in Argentina. L'olotipo (PVL 3830) consiste in un cranio con mandibola, gran parte della colonna vertebrale, cinto pettorale e parti delle zampe anteriori e posteriori. Pseudhesperosuchus fa parte degli sfenosuchi, un gruppo di arcosauri specializzati vicini all'origine dei coccodrilli. Un'analisi filogenetica effettuata nel 2002 non ha tuttavia permesso di classificare adeguatamente Pseudhesperosuchus all'interno degli sfenosuchi.